# U-Bahnhof Messe Ost/Gruga
Der U-Bahnhof Messe Ost/Gruga ist eine unterirdische Stadtbahnstation der Stadtbahn Essen im Essener Stadtteil Rüttenscheid nahe dem namensgebenden Messegelände und der Gruga. Sie ist die südlichste Station der Stadtbahn Essen in Tunnellage, jedoch nicht die südlichste Tunnelstation Essens. Diese ist der U-Bahnhof Florastraße an der Straßenbahnstrecke nach Bredeney.

## Lage und Aufbau
Der U-Bahnhof verfügt über zwei Gleise mit Mittelbahnsteig. Sie können über Treppen, Rolltreppen sowie barrierefrei mit einer Aufzugsanlage durch insgesamt sechs Eingänge erreicht werden.

## Geschichte
Am 1. Juni 1986 wurde die Stadtbahnstation Messe Ost/Gruga im Zuge der Inbetriebnahme des unterirdischen Streckenabschnitts Südstrecke zwischen Philharmonie/Saalbau und Messe/Bredeney für die Stadtbahnlinien U11 sowie die Straßenbahnlinie 101 und 107 eröffnet, die sich am U-Bahnhof Martinstraße verzweigt. Dabei verkehrt die Stadtbahnlinie U11 zur Messe und die Straßenbahnen nach Bredeney. Vorher fuhr hier die Straßenbahnlinie 111 entlang der B 224. Seit dem Tunnelbau ist sie durch die U11 ersetzt.

## Bedienung
Der Stadtbahnhof wird heute von der Linie U11 bedient. Sie wird, wie auch der übrige ÖPNV, von der Ruhrbahn bedient.
| Linie | Verlauf | Takt   |
| ----- | --- | ------ |
| U 11  | GE-Horst, Buerer Straße – Schloss Horst – GE-Horst, Fischerstraße – E-Karnap, Alte Landstraße – Boyer Straße – E-Karnap, Arenbergstraße – E-Altenessen, Heßlerstraße – II. Schichtstraße – U Karlsplatz – U Altenessen Mitte – U Kaiser-Wilhelm-Park – U Altenessen Bf – U Bäuminghausstraße – U Bamlerstraße – U Universität Essen – U Berliner Platz – U Hirschlandplatz – U Essen Hbf – U Philharmonie – U Rüttenscheider Stern – U Martinstraße – U Messe Ost/Gruga – Essen, Messe West/Süd/Gruga | 10 min |

Durch nahe den Ausgängen gelegene oberirdische Haltestelle Alfredbrücke bestehen Umsteigemöglichkeiten zu den folgenden Buslinien der Ruhrbahn.
| Linie | Verlauf | Takt                |
| ----- | --- | ------------------- |
| 142   | Annental, Betriebshof Ruhrallee – Rellinghausen – Stadtwaldplatz – Rüttenscheid Martinstraße – Alfredbrücke – Messe Essen/Gruga – Messe West/Süd/Gruga – Bredeney Friedhof – Schuir Abzweig Flughafen – Schwimmbad Kettwig – Kettwiger Markt – Kettwig | 20 min 10 min (HVZ) |
| NE13  | Essen Hbf – Philharmonie – Rüttenscheider Stern – Rüttenscheid Martinstraße – Alfredbrücke – Messe Essen/Gruga – Messe West/Süd/Gruga – Sommerburgstr. – Schuir – Schwimmbad Kettwig – Gewerbegebiet Kettwig – (Kettwiger Markt →) Kettwig             | 60 min              |

## Planungen
Seitens der Stadt Essen gibt es diverse Überlegungen die Südstrecke mit einem einheitlichen System zu befahren. Aus Kostengründen sind diese Pläne auf Eis gelegt.